# Bangladesh aux Jeux paralympiques
Le Bangladesh a participé pour la première fois aux Jeux paralympiques aux Jeux paralympiques d'été de 2004 à Athènes et n'a remporté aucune médaille depuis son entrée en lice dans la compétition.   
Les deux seuls représentants du Bangladesh sont :   
- Mokshud Mokshud :en 400m T46
- Abdul Quader Suman :en 100 T12